# Canal de Schlemm
El canal de Schlemm o si venós de l'escleròtica és un canal circular de l'ull que recull l'humor aquós de la cambra anterior i el porta fins al torrent sanguini. És un tub recobert per epiteli, molt semblant als vasos limfàtics.
Rep el seu nom de l'anatomista alemany Friedrich Schlemm (1795-1858).

## Paper al glaucoma
Pràcticament la totalitat de l'humor aquós s'evacua de l'ull pel canal de Schlemm. En condicions normals, la producció i drenatge d'humor aquós es manté constant mantenint la pressió intraocular estable. Per diverses raons que encara s'estan investigant, el canal de Schlemm i/o el teixit que el precedeix (xarxa trabecular) es poden bloquejar augmentant la resistència a la sortida de l'humor aquós de l'ull. Això provoca una acumulació de fluid a la cambra anterior i un augment de la pressió intraocular. L'augment sostingut de la pressió intraocular és el principal causant del glaucoma.